# 알베르트 아인슈타인 의과대학
알베르트 아인슈타인 의과대학 또는 알베르트 아인슈타인 칼리지 오브 메디슨(Albert Einstein College of Medicine)은 미국 뉴욕 브롱크스의 모리스파크 이웃지역에 위치한 사립, 비영리, 연구 중심 의과대학이다. 1953년 설립된 아이슈타인 의과대학은 통합헬스케어인 '몬테피오레 헬스 시스템'(Montefiore Health System)의 일부로서 독립적인 학위 수여 기관으로서 운영된다. 또, 자코비 메디컬 센터와도 연계하고 있다.
이 칼리지의 이름은 알베르트 아인슈타인의 이름을 따서 정해졌다.